# Tranvía a la Malvarrosa
Pour plus de détails, voir Fiche technique et Distribution.
Tranvía a la Malvarrosa est un film espagnol réalisé par José Luis García Sánchez, sorti en 1996.
Il est adapté du roman autobiographique éponyme de Manuel Vicent.

## Synopsis
Manuel veut devenir écrivain mais son père l'envoie en école de droit à Valence.

## Fiche technique
- Titre : Tranvía a la Malvarrosa
- Réalisation : José Luis García Sánchez
- Scénario : Rafael Azcona et José Luis García Sánchez d'après l'autobiographie de Manuel Vicent
- Musique : Antoine Duhamel
- Photographie : José Luis Alcaine
- Montage : Pablo G. del Amo
- Production : Andrés Vicente Gómez
- Société de production : Canal+ España, Lolafilms et Sociedad General de Televisión
- Pays de production :  Espagne
- Genre : Comédie dramatique et biopic
- Durée : 107 minutes
- Dates de sortie : 
  - Argentine : 15 novembre 1996 (Festival international du film de Mar del Plata)
  - Espagne : 4 avril 1997

## Distribution
- Liberto Rabal : Manuel
- Jorge Merino : El Bola
- Sergio Villanueva : Luis
- Luis Montes : Vidal
- Joan Molina : Agapito
- Olivia Navas : Juliette
- David Zarzo : Andrés
- María Rodríguez : Marisa
- Fernando Fernán Gómez : Catedrático
- Juan Luis Galiardo : Arsenio
- Antonio Resines : El Semo
- Marta Belenguer : Mlle. Toni Chacalay
- Vicente Parra : le père Cáceres
- Fernando Sansegundo : Chacón
- Nacho Fresneda : Toni
- Ariadna Gil : La China
- Santiago Ramos : Miguel adulte (voix)
- María Teresa Huesa : la mère de Manuel

## Distinctions
Le film a été nommé pour quatre prix Goya.